# Ставки з лісонасадженнями навколо
Ставки з лісонасадженнями навколо — ландшафтний заказник місцевого значення. Об'єкт розташований на території Приморського району Запорізької області, верхів'я річки Обіточна з каскадом ставків і утвореним лісонасадженням навколо, серед земель Єлисеївської сільської ради, Приморське лісництво, квартали №1—2.
Площа — 354 га, статус отриманий у 1984 році.